# 内航船
内航船（ないこうせん、英: Non-International Coastal trading vessel）とは、日本国内の貨物輸送だけに使用される船のことである。つまり、日本国内だけの港の間を航海する。外国の港にも寄港する船は外航船と呼ばれる。

## 概要
内航船は外航船と比べると比較的に小さい船が多い。しかし近年、内航船の大型化が目立つようになっている。
内航船と外航船を外観で見分けることは出来ないが、いくつかの点から推測や判断は可能である。例えば、巨大船や、船籍港が外国の港である船は外航船である。
内航船と外航船のはっきりとした違いは、内航船は日本国内の貨物輸送だけに使われるために、国際条約の要求を満足するように建造されていないため、安く建造できるメリットがある。
国土交通省が管轄する 「内航海運暫定措置事業」により、建造、改造、または外航運送の用からの転用の時に、内航船は「建造等納付金」を納付することになる。この暫定措置事業は、昭和42年から船腹過剰対策として実施してきた船腹調整事業（スクラップ・アンド・ビルド方式）の解消に伴う負の遺産であり、2024年度の制度終了を見込んでいる。この納付により、安く建造できるメリットが薄まることになる。
船の種類、建造仕様やグレードを示す船級符号がある。内航船にはＣＳが付く場合が多い。ＣＳはCoastal Service(沿海区域)を意味し、遠洋区域を航行（国際航海）しないので外航船に比べると薄い鉄板を使用して建造されていることを示している。外航船には国際条約で要求されている防火構造（難燃材料：A-60などを使用し、消防設備を設置）は、ケミカル船、ガス船そして部分的に要求される長距離フェリー（航海時間により適用規則が異なる）以外の内航船には適用されていない。海外に売船されてフィリピンやインドネシアで運行されているフェリーが、火災を起こすと全焼しやすいのはこの理由があると推測される。外航船は救助までの時間が長い事を前提しているので防火構造を要求している。

## 航行区域
船舶安全法によって船舶の航行する水域は「平水区域、沿海区域、近海区域、遠洋区域」の４つに区分されている。内航船の航行する水域は「平水区域、沿海区域、(非国際)近海区域」の３つである。
平水区域
湖、川、港内の水域、港湾の特定の水域
沿海区域
海岸から20海里以内の水域、関門－釜山間の航路のように特定の定められた水域
近海区域
東は東経175度、南は11度、西は東経94度、北は北緯63度の線に囲まれた水域
遠洋区域

## 船舶の構造、通信設備、救命設備、定員
基本的に航行区域、船舶の日本総トン数及び船の種類により船舶の構造、通信設備、救命設備、定員などに関する適用規則が決まる。

## 国際航海及びサブスタンダード船に関する問題
外航船は、タイタニック号海難事故を契機として締結された海上における人命の安全のための国際条約（SOLAS条約）などの国際条約の要求を満たさなければならない。国際条約の要求は、大きな海難事故や安全及び環境を優先させる時代のニーズのために年々厳しくなっている。よって大型内航船であっても、構造や設備に関して国際条約を満足しないので、外国の港（国際近海区域及び遠洋区域）へは行けない。建造時の構造上の問題で外航船に出来ない内航船も多くなっている。ここで安く建造できる内航船のメリットがデメリットとなる。
SOLAS条約などの国際条約から判断すると、日本国内で使用されなくなった内航船は外航船として使用できない。さらに2009年5月に採択さた新しいシップリサイクル条約も、内航船に影響を与えると考えられている。条約が発効した場合、船舶が国際航海をする（内航船舶を海外に売船する場合を含む）には、条約発効後5年以内に既存船への「インベントリ（有害物質一覧表）に関する国際証書」の備え付けが義務付けられる。国際総トン500Gt以上の船舶であれば海外に売船を行う内航船も対象となり、国内総トン数に換算した場合、199型も一部該当する可能性がある。
国際航海に従事する船舶が守るべき国際条約の基準を満たしていない内航船が、外国籍船外航船として登録された時点で、国際条約に定められた基準を満たしていない船、つまりサブスタンダード船となる。
しかし多くの外国人や外国人船員は、日本建造船は品質が良く、長持ちすると評価する。廃船にすると廃船コストが発生するので、FOB条件で安く海外売船される内航船が多い。結果として外国船籍サブスタンダード船として元内航船が外航船として運航されているケースは多い。このような船の近くまで行くと旧船名や船籍港がうっすら読めることが多い。

## ギャラリー

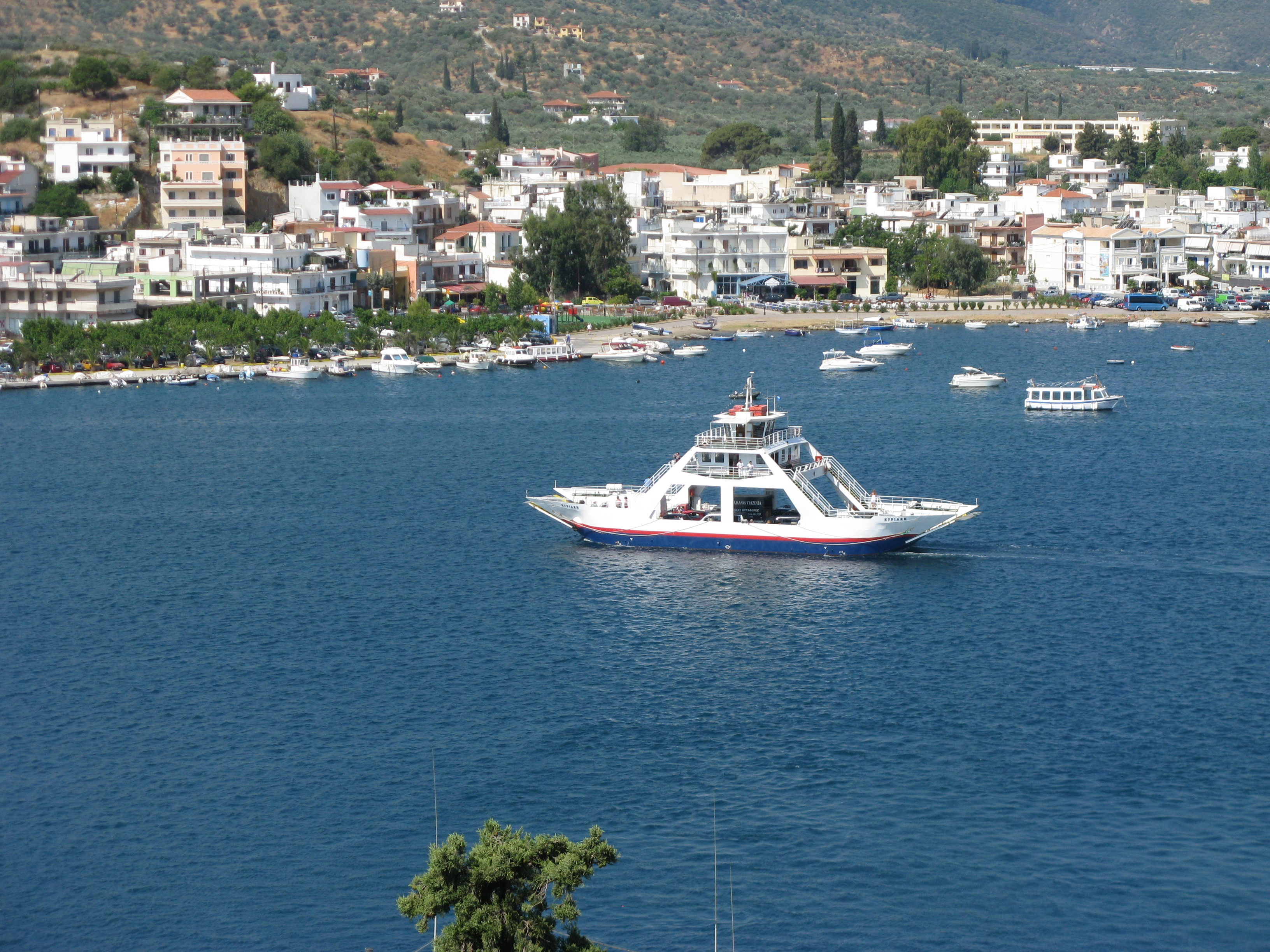
ギリシャの内航フェリー